# Алькерзум
Алькерзум (нім. Alkersum) — громада в Німеччині, розташована в землі Шлезвіг-Гольштейн. Входить до складу району Північна Фризія. Складова частина об'єднання громад Фер-Амрум. Займає центральну частину острова Фер. 
Площа — 9,07 км2. Населення становить 397 ос. (станом на 31 грудня 2020).